# 6 Feet Deep
6 Feet Deep är horrorcoregruppen Gravediggaz debutalbum. Originaltiteln Niggamortis ändrades innan släppet för att inte vara för stötande för den amerikanska publiken, i Europa behölls originaltiteln. Den europeiska versionen innehöll också bonuslåten "Pass The Shovel".
Albumet blev väl mottaget av kritiker och brukar ses som ett av de mest inflytelserika horrorcorealbumen någonsin. 2009 utnämnde Fangoria det till ett ikoniskt horrorcorealbum.
Skivan är främst producerad av Prince Paul med några undantag, stilen brukar beskrivas som mörk men humoristisk. 

## Låtlista
1. Just When You Thought It Was Over (Intro) 0:10
2. Constant Elevation 2:30
3. Nowhere to Run, Nowhere to Hide 3:55
4. Defective Trip (Trippin') 5:04
5. 2 Cups of Blood 1:24
6. Blood Brothers 4:47
7. 360 Questions 0:33
8. 1-800-Suicide 4:18
9. Pass the Shovel 3:36 (Europeiska utgåvan)
10. Diary of a Madman 4:34
11. Mommy, What's a Gravedigga? 1:44
12. Bang Your Head 3:24
13. Here Comes the Gravediggaz 3:44
14. Graveyard Chamber 4:57
15. Death Trap 4:36
16. 6 Feet Deep 4:36
17. Rest in Peace (Outro) 2:01